# Eetu Mäkiniemi
Eetu Aarne Oskari Mäkiniemi, född 19 april 1999, är en finländsk professionell ishockeymålvakt som är kontrakterad till San Jose Sharks i National Hockey League (NHL) och spelar för San Jose Barracuda i American Hockey League (AHL).
Han har tidigare spelat för Ilves i Liiga; Chicago Wolves i AHL samt Kiekko-Vantaa och Koovee i Mestis.
Mäkiniemi draftades av Carolina Hurricanes i fjärde rundan 2017 års draft som 104:e totalt.